# Villa Roch
Villa Roch (o simplemente Roch) es una localidad argentina ubicada sobre la ruta provincial 11 en cercanías de la bahía de Samborombón, provincia de Buenos Aires, dentro del partido de Tordillo.

## Población
Durante el Censo de 2010 fue considerada Población rural dispersa. En el Censo de 2001 contaba con 61 habitantes (Indec, 2001).
| Gráfica de evolución demográfica de Villa Roch entre 1991 y 2010                                     |
| |
| Fuente: Censos nacionales del INDEC. En los censos de 1991 y 2010 fue considera como población rural |